# Atopsyche cordoba
Atopsyche cordoba is een schietmot uit de familie Hydrobiosidae. De soort komt voor in het Neotropisch gebied.